# Baie de Mussulo
La baie de Mussulo est une baie située à quelques kilomètres au sud de Luanda, la capitale de l'Angola. Elle est longue d'environ 40 km.
La mer et la lagune sont séparées par une étroite bande de sable de 35 km de long appelée presqu'île de Mussulo.